# Chlamydomonas pigra
Chlamydomonas pigra là một loài tảo trong họ Chlamydomonadaceae, thuộc chi Chlamydomonas.